# Andrej Klimovets
Andrej Klimovets (ursprünglich belarussisch Андрэй Клімавец Andrej Klimawez; * 18. August 1974 in Homel, Belarussische SSR) ist ein deutscher Handballtrainer und ein ehemaliger deutscher und belarussischer Nationalspieler. Seine Spielposition war im Angriff die Kreisposition.

## Karriere
Mit SKA Minsk wurde Klimovets insgesamt dreimal Belarussischer Meister und erreichte das Finale im IHF-Pokal 1991/92, das gegen den deutschen Vertreter SG Wallau-Massenheim auf Grund der Auswärtstorregel verloren wurde. Über den Regionalligisten TuS Spenge und den Bundesligisten OSC Rheinhausen gelangte er zur SG Flensburg-Handewitt. Mit den Norddeutschen wurde er 2004 Deutscher Meister, 2003 bis 2005 Sieger im DHB-Pokal, 1999 im Euro-City-Cup und 2001 im Europapokal der Pokalsieger. Ab 2005 lief der Kreisläufer für die SG Kronau-Östringen (ab 2007 Rhein-Neckar Löwen) auf.
Nach kurzen Stationen bei der MT Melsungen in der Saison 2010/11 und der TSG Haßloch, für die er jedoch kein Spiel bestritt, stand er ab Februar 2012 bei der HSG Wetzlar in der ersten Bundesliga unter Vertrag. Da er bei seinem ersten Einsatz für die HSG Wetzlar noch eine Spielberechtigung für die TSG Haßloch hatte, war er vom DHB-Bundesgericht für die gesamte Spielzeit 2011/12 gesperrt worden. Ab September 2012 spielte er bei der TGS Pforzheim in der Handballoberliga Baden-Württemberg. Den nur bis Jahresfrist laufenden Vertrag verlängerte er im Dezember 2012 vorzeitig bis Saisonende. Im August 2013 übernahm Klimovets den vakanten Trainerposten bei der TGS Pforzheim und beendete seine Karriere als aktiver Spieler. Nach der Saison 2018/19 beendete er seine Tätigkeit in Pforzheim. Von Januar 2020 bis Juni 2020 übernahm er erneut den Trainerposten in Pforzheim. Ab November 2022 trainierte er bis zum Saisonende 2022/23 den Drittligisten TV Willstätt.
Für Belarus bestritt Klimovets 101 Länderspiele, in denen er 328 Tore erzielte. Mit Belarus belegte er den 8. Platz bei der Europameisterschaft 1994, wo das Team im Auftaktspiel die deutsche Auswahl mit 24:23 bezwang, und den 9. Platz bei der Weltmeisterschaft 1995.
1996 kam er in die Bundesrepublik Deutschland und erhielt 2005 die deutsche Staatsbürgerschaft. Sein Länderspieldebüt für Deutschland gab er dann am 26. Oktober 2005 in Bremen gegen Kroatien. Bei der Europameisterschaft 2006 erreichte er mit der DHB-Auswahl den 5. Platz. Bei der Weltmeisterschaft 2007 in Deutschland verletzte sich Klimovets beim Aufwärmen vor dem Spiel gegen Argentinien am 21. Januar 2007. Durch den Muskelfaserriss in der rechten Wade konnte er in den folgenden Spielen bis zum Halbfinale nicht mehr eingesetzt werden. Bundestrainer Heiner Brand nominierte für ihn Christian Schwarzer nach. Im Halbfinale gegen Frankreich sowie im Finale gegen Polen konnte er jedoch wieder eingesetzt werden und hatte vor allem durch seine Abwehrarbeit einen Anteil am Weltmeistertitel. Für diesen Triumph wurde er mit dem Silbernen Lorbeerblatt ausgezeichnet. Bei der Europameisterschaft 2008 traf er im Spiel gegen Belarus nicht nur auf seine ehemalige Nationalmannschaft, die immer noch von Spartak Mironowitsch trainiert wurde, sondern auch auf seinen jüngeren Bruder Uladzimir Klimavets. Am Ende des Turniers unterlag Klimovets mit der deutschen Mannschaft im Spiel um Bronze den Franzosen deutlich mit 26:36.
Klimovets hat eine Körpergröße von 1,97 m und wog in seiner aktiven Zeit ca. 103 kg. Der gelernte Sportlehrer ist verheiratet und hat zwei Kinder.

## Erfolge

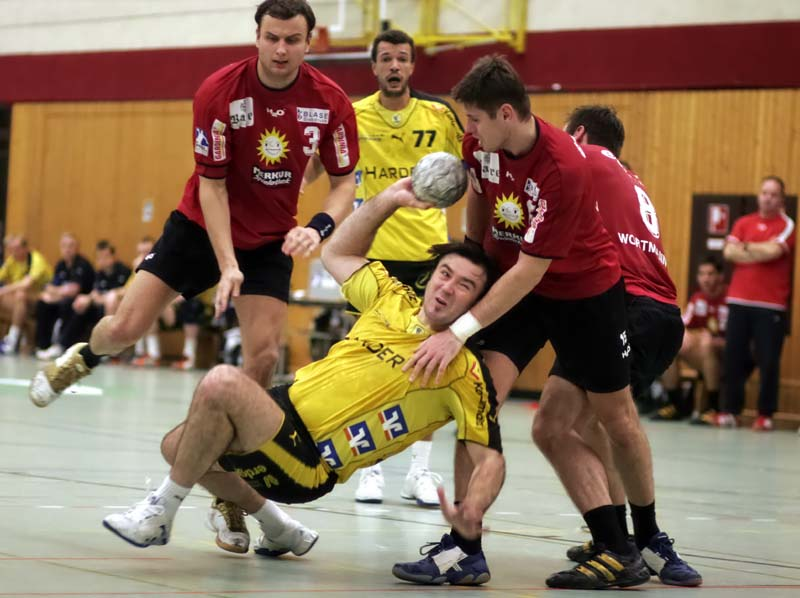
Andrej Klimovets am Kreis mit Ball

- Dreimaliger Belarussischer Meister von 1993 bis 1995 mit SKA Minsk
- IHF-Pokalfinalist 1992
- City-Cup 1999 mit der SG Flensburg-Handewitt
- Europapokal der Pokalsieger 2001 mit der SG Flensburg-Handewitt
- Deutscher Meister 2004 mit der SG Flensburg-Handewitt
- DHB-Pokalsieger 2003, 2004 und 2005 mit der SG Flensburg-Handewitt
- DHB-Pokalfinalist 2006, 2007 mit den Rhein-Neckar Löwen
- 8. Platz bei der EM 1994 mit Belarus
- 9. Platz bei der WM 1995 mit Belarus
- 9. Platz bei der WM 2005 mit Deutschland
- 5. Platz bei der EM 2006 mit Deutschland
- Weltmeister 2007 mit Deutschland
- 4. bei der EM 2008 mit Deutschland

## Bundesligabilanz
| Saison      | Verein                 | Spielklasse | Spiele | Tore | 7-Meter | Feldtore |
| ----------- | ---------------------- | ----------- | ------ | ---- | ------- | -------- |
| 1/96-12/97  | OSC Rheinhausen        | Bundesliga  | 27     | 112  | 0       | 112      |
| 1/1998–2005 | SG Flensburg-Handewitt | Bundesliga  | 223    | 626  | 0       | 626      |
| 1996–2005   | Rheinhausen+Flensburg  | gesamt      | 250    | 738  | 0       | 738      |
| 2005/2006   | Rhein-Neckar Löwen     | Bundesliga  | 33     | 125  | 0       | 125      |
| 2006/2007   | Rhein-Neckar Löwen     | Bundesliga  | 33     | 105  | 0       | 105      |
| 2007/2008   | Rhein-Neckar Löwen     | Bundesliga  | 27     | 48   | 0       | 48       |
| 2008/2009   | Rhein-Neckar Löwen     | Bundesliga  | 32     | 47   | 0       | 47       |
| 2009/2010   | Rhein-Neckar Löwen     | Bundesliga  | 25     | 37   | 0       | 37       |
| 2005–2010   | Rhein-Neckar Löwen     | gesamt      | 150    | 362  | 0       | 362      |
| 2010/2011   | MT Melsungen           | Bundesliga  | 31     | 60   | 0       | 60       |
| 1996–2011   | Bundesligabilanz       | gesamt      | 431    | 1160 | 0       | 1160     |